# Alderano I Cybo-Malaspina
Alderano I Cybo-Malaspina (Massa, 22 de julho de 1690 – Massa, 18 de agosto de 1731) foi o quarto Duque de Massa e Príncipe de Carrara de 1715 a 1731, oitavo da sua dinastia a governar os estados de Massa e Carrara.

## Biografia
Para além de Duque soberano de Massa e Carrara, possuía também os títulos de Príncipe do Sacro Império, sexto Duque de Ferentillo (até 1730, quando vendeu o feudo a Don Nicolò Bendetti), quinto Duque de Ajello, Conte palatino de Laterano, Barão de Paduli, Senhor Soberano de Moneta e Avenza, Senhor de Lago, Laghitello, Serra e Terrati, Barão romano, patrício romano e patrício genovês, patrício de Pisa e Florença, patrício napolitano, nobre de Viterbo. Por documento escrito em  Montefiascone em 2 de Dezembro de 1715 e ratificado em Roma no ano seguinte, deixou em apanágio ao seu irmão Camilo Cybo-Malaspina os feudos e bens que possuía localizados no reino de Nápoles e nos Estados Pontifícios.
Casou em Milão em 29 de Abril de 1715 com Ricarda Gonzaga (Ricciarda), do ramo Gonzaga-Novellara, (22 de Fevereiro de 1698 - Massa, 24 de Novembro de 1768), filha de Camilo III Gonzaga, oitavo Conde de Novellara, e da Princesa Matilde d'Este, dos Príncipes de San Martino in Rio, Princesa de Módena e Reggio. Alderano e Ricarda eram primos em terceiro grau.
O Duque Alderano que, em 1715, sucedera a seu irmão Alberico III Cybo-Malaspina morto sem descendência, passou os primeiros dez anos da sua vida conjugal e de soberano sob o espectro da extinção da Dinastia e do desmembramento dos seus Estados. Finalmente, em 1725, nasce-lhe a primeira filha Maria Teresa Cybo-Malaspina, à qual se seguiram duas outras. Maria Teresa, a filha mais velha, sucedeu-lhe, sob a regência de sua mãe, em 1731 quando o duque inesperadamente faleceu com apenas 41 anos de idade, tornando-se no último representante masculino dos Cybo-Malaspina.

## Descendência
Do casamento de Alderano e Ricarda, nasceram três meninas:
- Donna Maria Teresa Cybo-Malaspina (Novellara, 1725 – Reggio Emilia, 1790), sepultada na Basilica della Madonna della Ghiara de Reggio, sucedeu a seu pai no governo do estato;
- Donna Maria Anna Matilde (Massa, 1726 - Roma, 1797), casou em 1748 com Don Orazio Albani, segundo Príncipe de Soriano al Cimino, Patrício de Urbino e Patrício Genovês.
- Donna Maria Camilla (Massa, 1728 - 1760) casou em 1755 Don Restaino Gioacchino di Tocco Cantelmo Stuart, quinto Príncipe de Montemiletto, quinto Príncipe de Pettorano, Príncipe Titular da Acaia, décimo Duque de Popoli, quarto Duque de Sicignano e Duque de Apice, Patrício Napolitano, Patrício Veneto e Grande de Espanha.